# دومرسلبن
دومرسلبن (به آلمانی: Domersleben) یک منطقهٔ مسکونی در آلمان است که در وانزلبن-وورده واقع شده‌است. دومرسلبن ۱٬۱۴۳ نفر جمعیت دارد.